# Willem van Gavere
Willem van Gavere(n), ook wel de Gavre, van Gavere van Liedekerke of van Lyenkirchen, (vóór 1400 - 24 april 1454) was een vooraanstaand geestelijke in de Bourgondische Nederlanden. Hij was proost van het kapittel van Sint-Servaas te Maastricht en aartsdiaken van Kempenland. Als proost van Sint-Servaas was hij tevens heer van de Elf banken van Sint-Servaas, Tweebergen en Mechelen-aan-de-Maas.

## Biografische schets
Willem van Gavere van Liedekerke was afkomstig van een adellijke familie die verwant was aan de heren van Gavere. Hij was de zoon van Jan (of Arnold) van Gavere en Margaretha van  Bautersem (of van Berghes), en de broer van Jan van Gavere, genoemd Liedekercke, die van 1412 tot 1436/38 bisschop van Kamerijk was.
Wellicht zorgde zijn broer ervoor dat Willem een prebende kreeg toegewezen aan het kathedrale kapittel van Kamerijk. In 1415 werd hij kanunnik van het Sint-Lambertuskapittel in Luik. Als proost van de Sint-Servaaskerk in Maastricht wordt hij vanaf 1421 genoemd, maar mogelijk was hij Jan van Heinsberg al in 1419 als proost opgevolgd, toen deze bisschop van Luik werd. Deze positie zou hij meer dan 30 jaar bekleden. In 1444 belastte Jan van Heinsberg hem en een medekanunnik met het geestelijk bestuur van het bisdom Luik, als aartsdiaken van de Kempen.
Tijdens zijn proostschap in Maastricht deed zich een ernstig conflict voor tussen het kapittel van Sint-Servaas en het stadsbestuur. Aanleiding was een twist over de 'lammertiend', een belasting die het kapittel traditioneel inde op 1 mei. Ook waren er geschillen over de tolheffing op de Maasbrug en over een watermolen, waar het kapittel bepaalde rechten over had. In december 1440 waren de emoties zo hoog opgelopen, dat het kapittel uitweek naar Luik, waarvandaan het probeerde het Onze-Lieve-Vrouwekapittel over te halen hetzelfde te doen. Paus Eugenius IV dreigde daarop de magistraat en de burgers van Maastricht te excommuniceren. Pas in 1442 werd het conflict, door tussenkomst van bisschop Jan van Heinsberg en hertog Filips de Goede, bijgelegd, waarbij het stadsbestuur werd veroordeeld tot het betalen van een hoge boete. In 1445 werd de overwinning van het kapittel gevierd met dankdiensten in alle kerken van Maastricht en een processie met de Noodkist.

## Trivia
- In Maastricht bevond zich in de zestiende en zeventiende eeuw in de Kapoenstraat een adellijk poorthuis, genaamd Poort van Gaveren. In de 16e eeuw was Conrad van Gaveren, heer van Diepenbeek en Elsloo en tevens schout van Maastricht, eigenaar van dit huis. Het pand getuigt van de historische band tussen de familie Van Gavere en de stad Maastricht.[5]